# Navi Mumbai (Raigad)
Navi Mumbai è una suddivisione dell'India, classificata come census town, di 81.886 abitanti, situata nel distretto di Raigad, nello stato federato del Maharashtra. In base al numero di abitanti la città rientra nella classe II (da 50.000 a 99.999 persone).

## Geografia fisica
La città è situata a 19° 00' 49 N e 73° 01' 18 E.

## Società

### Evoluzione demografica
Al censimento del 2001 la popolazione di Navi Mumbai assommava a 81.886 persone, delle quali 46.239 maschi e 35.647 femmine. I bambini di età inferiore o uguale ai sei anni assommavano a 12.229, dei quali 6.356 maschi e 5.873 femmine. Infine, coloro che erano in grado di saper almeno leggere e scrivere erano 57.837, dei quali 35.760 maschi e 22.077 femmine.